# Yumi Uetsuji
Yumi Uetsuji (上辻 佑実, Uetsuji Yumi, Suita, 30 november 1987) is een Japans voetbalster die als middenvelder speelt bij Chifure AS Elfen Saitama.

## Carrière

### Clubcarrière
Uetsuji begon haar carrière in 2003 bij Speranza FC Takatsuki. Ze tekende in 2006 bij TEPCO Mareeze. In zes jaar speelde zij er 94 competitiewedstrijden. Ze tekende in mei 2011 bij Albirex Niigata. Ze tekende in 2012 bij Vegalta Sendai. Ze tekende in 2015 bij Nippon TV Beleza. Met deze club werd zij in 2015, 2016, 2017 en 2018 kampioen van Japan. Ze tekende in 2019 bij Chifure AS Elfen Saitama.

### Interlandcarrière
Uetsuji maakte op 5 april 2012 haar debuut in het Japans vrouwenvoetbalelftal tijdens een vriendschappelijke wedstrijd tegen Brazilië. Ze heeft vier interlands voor het Japanse elftal gespeeld.

## Statistieken
| Japans vrouwenvoetbalelftal | Japans vrouwenvoetbalelftal | Japans vrouwenvoetbalelftal |
| Jaar                        | Wed.                        | Dlp.                        |
| --------------------------- | --------------------------- | --------------------------- |
| 2012                        | 1                           | 0                           |
| 2013                        | 0                           | 0                           |
| 2014                        | 0                           | 0                           |
| 2015                        | 3                           | 0                           |
| Totaal                      | 4                           | 0                           |